# Finlands veterinärmedicinska stiftelse
Finlands veterinärmedicinska stiftelse (finska: Suomen eläinlääketieteen säätiö) är en finländsk stiftelse.
Stiftelsen, som har sitt säte i Helsingfors, grundades 1966 av Finlands veterinärförbund med syfte att stödja vetenskaplig veterinärmedicinsk forskning. Stiftelsen utdelar forsknings- och resestipendier.